# Conchez-de-Béarn
Conchez-de-Béarn is een gemeente in het Franse departement Pyrénées-Atlantiques (regio Nouvelle-Aquitaine) en telt 120 inwoners (2009). De plaats maakt deel uit van het arrondissement Pau.

## Geografie
De oppervlakte van Conchez-de-Béarn bedraagt 4,5 km², de bevolkingsdichtheid is dus 26,7 inwoners per km².
De onderstaande kaart toont de ligging van Conchez-de-Béarn met de belangrijkste infrastructuur en aangrenzende gemeenten.

## Demografie
Onderstaande figuur toont het verloop van het inwonertal (bron: INSEE-tellingen).